# Národní plán obnovy
Národní plán obnovy je sada dokumentů určujících rozdělení 191 mld Kč mezi české podniky a instituce. Peníze jsou čerpány z evropského Nástroje pro oživení a odolnost, fondu zřízeného nařízením (EU) 2021/241, a Nástroje Evropské unie na podporu oživení, zřízeného nařízením Rady (EU) 2020/2094 na podporu oživení po krizi covid-19. Národní plán obnovy navazuje na evropský plán obnovy z roku 2020, jehož návrh byl i kritizován.

## Provoz NPO
Národní plán obnovy má šest pilířů
- digitální transformaci
- ekologickou transformaci a fyzickou infrastrukturu
- vzdělávání a trh práce
- výzkum
- vývoj a inovace
- veřejnou správu a zdravotnictví.

Nejvyšším rozhodovacím a schvalovacím orgánem NPO je Řídící výbor Národního plánu obnovy. Za koordinaci a sledování plánu, jakož i za podávání zpráv Radě EU v ČR odpovídá Ministerstvo průmyslu a obchodu.

## Historie
Český plán byl navržen vládou A. Babiše a schválen Radou EU 31. srpna 2021.
Seznam reforem, investičních projektů, harmonogram a finanční dotace jsou v příloze prováděcího rozhodnutí Rady. Pro čerpání evropských peněz musí Česko splňovat milníky a cíle Rady nejpozději 31. srpna 2026.